# 亮叶小檗
亮叶小檗（学名：Berberis lubrica）为小檗科小檗属下的一个种。

## 扩展阅读
- 維基物種上的相關：亮叶小檗